# Igreja de Nossa Senhora do Carmo (Macau)
Die Igreja de Nossa Senhora do Carmo (portugiesisch für Unsere-Frau-vom-Berg-Karmel-Kirche, chinesisch 嘉模聖母堂) ist eine römisch-katholische Pfarrkirche in der gleichnamigen Freguesia de Nossa Senhora do Carmo von Macau, welche auch oft unter der Bezeichnung Taipa geführt wird.

## Geschichte
Nachdem die Portugiesen die seit dem 18. Jahrhundert von Chinesen bewohnte Insel ab 1847 militärisch besetzt und 1851 annektiert hatten, errichteten sie 1885 eine Kirche, die Igreja de Nossa Senhora do Carmo. Das bestätigte die Ankunft der portugiesischen Kolonialisten und damit auch die Ankunft des Katholizismus auf Taipa. Das Kirchengebäude hatte, auf einem Hügel errichtet, einen Blick über das Dorf Taipa, ehemalige Villen, die heute für das Casas-Museu da Taipa restauriert wurden, und das Meer, welches durch Landgewinnung heute allerdings zur Zone Cotai wurde. Die zugehörige Freguesia de Nossa Senhora do Carmo ist historisch dem Pfarrbezirk der Kirche gleichzusetzen, war aber nie weltliche Verwaltungseinheit. Dennoch werden diese ehemaligen Pfarrbezirke bis heute zur statistischen Aufteilung Macaus in Stadtteile verwendet.
Im Jahr 1985 wurde die Kirche restauriert.

## Architektur
Die Igreja de Nossa Senhora do Carmo wurde von den Portugiesen nach europäischem Vorbild errichtet. Der Baustil ist dabei eindeutig neoklassizistisch, was insbesondere an der der Antike nachempfundenen Tempelarchitektur der Front und dem Säulenensemble zu erkennen ist. Typisch für viele Gebäude in Macau ist die in bunten Pastellfarben gehaltene Fassade. Das Kirchengebäude verfügt über einen Glockenturm, allerdings ohne Spitzdach. Das ca. 186 m² große Kirchengebäude ist in drei Ebenen aufgeteilt: Glockenturm, Hauptschiff und Chor. Im Inneren finden mehr als 200 Gläubige Platz. Auf dem Hochaltar steht ein Bild der Jungfrau Maria, während den linken Seitenaltar ein Bild des als König geschmückten Jesus und den rechten Seitenaltar ein Bildnis des Heiligen Josef von Nazaret schmückt.

## Heutige Nutzung
Die Kirche ist Pfarrkirche einer der sechs Pfarreien beziehungsweise Gemeinden in Macau. Die Heilige Messe wird in der Igreja de Nossa Senhora do Carmo zu unterschiedlichen Zeiten, wie auch in vielen anderen Kirchen Macaus, jeweils auf Kantonesisch, Englisch oder Portugiesisch gehalten. Sonntagmorgens wird mit der kantonesischsprachigen Messe begonnen, gefolgt von der englischsprachigen und der portugiesischsprachigen Messe; sonnabends wird die Heilige Messe ebenfalls abends vorgezogen auf Englisch abgehalten. Bis auf dienstags findet die Messe wochentags immer morgens auf Kantonesisch und abends auf Englisch statt.
Der Ort ist heute aufgrund seiner ruhigen, romantischen Atmosphäre im Grünen besonders für Hochzeitspaare oder Touristen ein beliebter Anlaufpunkt.